# Карфагенская епархия
Карфаге́нская епа́рхия (лат. Dioecesis Carthaginiensis) — кафедра предстоятеля Карфагенской церкви. Поскольку город Карфаген был центром африканских владений Рима в Северной Африке, епископ этого города пользовался определёнными привилегиями и правами первенства в церковной североафриканской иерархии.
С III по VI век Карфаген был местом череды важных церковных соборов. После мусульманского завоевания Магриба Кафрагенская церковь пришла в упадок и была упразднена, а Карфагенская епархия превратилась в одну из епархий Римо-Католической церкви. В 1518 году Карфагенская архиепископия была возрождена как католический титулярный престол. Он был ненадолго восстановлен как живой архиепископский престол в 1884—1964 годах, после чего был заменён Римско-католической архиепархией Туниса. Последний титулярный архиепископ, Агостино Казароли, оставался на своём посту до 1979 года. После этого титулярный престол оставался вакантным. В XX веке Александрийская православная церковь включила в свой состав всю территорию Африки и учредила на территории стран Магриба Карфагенскую митрополию.

## В составе Карфагенский церкви

### Первые епископы
В христианской традиции в качестве первого епископа Карфагенского назвают апостола Крискента, поставленного апостолом Петром, или Сперата, одного из Сцилитанских мучеников. Епенет Карфагенский упоминается в списках апостолов от семидесяти у Псевдо-Дорофея и Псевдо-Ипполита. В рассказе о мученичестве святой Перпетуи и её спутников в 203 году упоминается Оптатус, которого обычно считают епископом Карфагена, но который может вместо этого быть епископом Тубурбо-Минуса. Первым документально зафиксированным епископом Карфагена был Агриппин в конце II века. Ещё одним документально зафиксированным епископом Карфагена является епископ Донат, непосредственный предшественник святителя Киприана (249—258).

### Возвышение Карфагенской кафедры
Статус Карфагена, как столицы провинции и второго по величине (после Рима) города в западной части империи, с самого начала способствовал возвышению данной кафедры над соседними.
В III веке, во времена святителя Киприана, епископы Карфагена осуществляли реальное, хотя и не оформленное законодательно первенство в ранней Африканской церкви не только в Проконсульской Африке даже когда она была разделена на три провинции через создание Бизацены и Триполитании, но также и в некоторой надмитрополичьей форме над Церковью в Нумидии и Мавретании. Провинциальное первенство было связано с старшим епископом в провинции, а не с конкретной кафедрой и имело мало значения по сравнению с авторитетом епископа Карфагена, к которому непосредственно могли апеллировать клирики любой из перечисленных выше провинций.

### Расцвет и расколы
Ближайшими преемниками Киприана были Лукиан и Карпофорус, но есть разногласия по поводу того, кто из них был раньше. Епископ Кир, упомянутый в утерянной работе Августина, помещён некоторыми ранее, другими после, временем Киприана. О епископах четвёртого века сведений больше: Мензурий, епископ 303 года, которого сменил в 311 году Цецилиан. Протест против поставления Цецилиана привёл к мощному донатискому расколу. Не признавшие Цецилиана клирики и миряне избрали вместо него епископа Майорина (311—315). Ни поддержка Рима, ни участие Цецилиана в Первом Никейском соборе не заставили ушедших в раскол принять Цецилиана. Епископ Руф участвовал в антиарианском собре, состоявшемся в Риме в 337 или 340 году под председательством папы Юлия I. Ему противостоял Донат Великий, истинный основатель донатизма. Грат (344—?) участвовал в Сардикийском соборе и председательствовал на Карфагенском соборе 349 года. Ему противостоял Донат Магнус и после его изгнания и смерти Пармениан, которого донатисты избрали своим преемником. Реститут принял формулу Ариана на соборе в Римини в 359 году, но позже покаялся. Геницлий председательствовал на двух соборах в Карфагене, второй из которых состоялся в 390 году. Следующим епископом был Аврелией, который в 421 году председательствовал на другом соборе в Карфагене и был ещё жив в 426 году. Донатиский раскол в ту пору возглавлял Примиан, которого сменил Пармениан примерно в 391 году. Спор между Пермианом и Максимианом, родственником Доната, привёл к самому большому расколу в донатистском движении.

### Под властью вандалов
Когда вандалы завоевали провинцию Африка епископом Карфагенским был Капреол. По этой причине он не смог принять участие в Эфесском соборе в 431 году в качестве главного епископа Африки, однако он отправил своего диакона Басулу или Бессулу, чтобы представлять его. Примерно в 437 году его сменил Кводвультдеус, которого Гейзерих выслал и который умер в Неаполе. Последовало 15-летнее вдовство Карфагенской кафедры, и только в 454 году Деогратий был назначен епископом Карфагенским. Он умер в конце 457 или начале 458 года, а Карфаген оставался без епископа ещё на 24 года. Евгений был посвящён в 481 году, сослан вместе с епископом Хунриком в 484 году, возвращён в 487 году, но в 491 году вынужден был бежать в Альби в Галлии, где он умер. Когда преследование вандалов закончилось в 523 году, Бонифаций стал епископом Карфагенским и провёл Кафрагенский собор в 525 году.

### Под властью Византии
Восточная Римская империя создала преторианскую префектуру Африки после завоевания северо-западной Африки во время Вандалической войны 533—534 годов. Преемником Бонифация был Репарат, который во время спора о трёх главах вместе со всей африканской церковью, занял позицию, противоположную императору Юстиниану I и папе Вигилию, за что был сослан в 551 год в Понт, где он умер. Его заменил Примос, который принял волю императора. Он был представлен на Втором Константинопольском Соборе в 553 году епископом Туниса. Публиан был епископом Карфагена с 566 года по 581 год. Доминик упоминается в письмах папы Григория Великого между 592 и 601 годами. Фортуний жил во времена Папы Римского Феодора I (ок. 640) и отправился в Константинополь во времена Патриарха Павла II (от 641 до 653). Виктор стал епископом Карфагена в 646 году.

### Последние правящие епископы
В начале VIII века и в конце IX века Карфаген по-прежнему появляется в списках епархий, над которыми Патриарх Александрийский заявлял свою юрисдикцию.
Два письма папы римского Льва IX от 27 декабря 1053 года показывают, что епархия Карфагена все ещё существовала. Тексты приведены в «Patrologia Latina», составленной Минем. Они были написаны в ответ на опрос о конфликте между епископами Карфагена и Гумми о том, кого следует считать митрополитом, с правом созывать собор. В каждом из двух писем папа жалуется, что, хотя в прошлом Карфаген имел церковный собор из 205 епископов, число епископов на всей территории Африки теперь сократилось до пяти, и что даже среди этих пяти, были раздоры. Однако он поздравил епископов, к которым он написал для подачи вопроса епископу Римскому, чье согласие потребовалось для окончательного решения. Первое из двух писем (Письмо 83 сборника) адресовано Фоме, епископу Африки, которого Меснаж считает епископом Карфагенским. Другое письмо (письмо 84 сборника) адресовано епископам Петру и Иоанну, чьи епархии не упоминаются, и которых папа поздравляет с поддержкой прав Карфагенской кафедры.
В каждом из двух писем Папа Лев заявляет, что после епископа Рима первым архиепископом и главным митрополитом всей Африки является епископ Карфагенский, в то время как епископ города Гумми, независимо от его достоинства или власти, будет действовать, за исключением что касается его собственной епархии, как и других африканских епископов, путём консультаций с архиепископом Карфагена. В письме, адресованном Петру и Иоанну, Папа Лев добавляет к его заявлению о позиции епископа Карфагена красноречивое заявление: «… и он не может, ради блага любого епископа во всей Африке, потерять привилегию, полученную раз и навсегда от святого Римского и апостольского престола, но он будет удерживать её до конца мира, до тех пор, пока имя нашего Господа Иисуса Христа призывается там, лежит ли Карфаген опустошённым или он когда-нибудь восстанет в славе» («nec pro aliquo episcopo in tota Africa potest perdere privilegium semel susceptum a sancta Romana et apostolica sede: sed obtinebit illud usque in finem saeculi, et donec in ea invocabitur nomen Domini nostri Iesu Christi, sive deserta iaceat Carthago, sive gloriosa resurgat aliquando»).
Позже архиепископ Карфагена по имени Кириак был заключен в тюрьму арабскими правителями из-за обвинения со стороны некоторых христиан. Папа Григорий VII написал ему письмо утешения, повторив надёжные заверения в первенстве Карфагенской церкви: «должна ли Церковь Карфагена оставаться опустошенной или восстать снова во славе». К 1076 году Кириак был освобожден, но в провинции был только один епископ. Это последние, о которых упоминается в тот период истории епархии.

## В составе Католической церкви
В 1684 году Папа Урбан VIII основал апостольскую префектуру в Тунисе на территории османского эялета Туниса, которую папа Григорий XVI повысил до статуса апостольского викариата в 1843 году.
В 1881 году Тунис стал французским протекторатом, и в том же году архиепископ Алжирский Шарль Лавижери стал апостольским администратором викариата Туниса. В следующем году Лавижери стал кардиналом. Он «видел себя возродителем древней христианской церкви в Африке, церкви Киприана Карфагенского», а 10 ноября 1884 года его великая амбиция по восстановлению Карфагенской митрополии увенчалась успехом, причём он стал первым её первым архиепископом. Такое решение было принято, опираясь на декларацию Папы Льва IX в 1053 году Папа Лев XIII признал возрождённую архиепархию Карфагена в качестве первенствующей в Африке, а Лавижери — в качестве примаса. С тех пор и до 1964 года Annuario Pontificio представил Карфагенкую кафедру как «основанную в 3-м веке, митрополичью кафедру Проконсулариса или Зевгатаны, восстановленную как архиепископство 10 ноября 1884 года».
В июле 1964 года давление со стороны президента президента Тунисской Республики Хабиба Бургибы и правительства станы, которое было в состоянии закрыть все католические церкви в стране, вынудило «Святой Престол» соблюдать двусторонний договор modus vivendi, который регулировал правовой статус Католической церкви в Тунисе в соответствии с Конституцией 1959 года. Modus vivendi предоставил Католической Церкви в Тунисе правосубъектность и заявил, что она была юридически представлена прелатом nullius из Туниса:{{{1}}}. «Святой Престол» избрал прелата nullius, но правительство могло возразить против кандидата до назначения. Modus vivendi запретил Католической церкви из любую политическую деятельность в Тунисе:{{{1}}}. Это особое соглашение было неофициально описано как «modus non moriendi» («способ не умирать»). Согласно ему, все, кроме пяти из более чем семидесяти церквей страны, были переданы государству, включая бывший кафедральный собор архиепископии, в то время как государство, со своей стороны, пообещало, что здания будут использоваться только в интересах общественности, согласно их предыдущей функции.
9 июля 1964 года Папа Павел VI упразднил архиепископию Карфагена и учредил вместо неё прелатуру nullus Туниса в своей апостольской конституции 1964 года Prudens Ecclesiae, чтобы соответствовать двустороннему соглашению. Архиепископия Карфагена вернулась к статусу титулярной епархии. Первый титулярный архиепископ Карфагенский, Агостино Казароли, был назначен 4 июля 1967 года.
31 мая 1995 года прелатура была возведена в ранг исключённой епархии, то есть непосредственно подчинённую «Святому Престолу». 22 мая 2010 года она была возведена исключённой архиепархии. Краткое изложение истории архиепархии Туниса, которое теперь дано в Annuario Pontificio: «Архиепископство под именем Карфагенского — 10 ноября 1884 года, Прелатура Туниса — 9 июля 1964 года, епархия — 31 мая 1995 года, архиепископство — 22 мая 2010 года». Древняя кафедра Карфагена в свою очередь больше не является действующей епархией и числится Католической церковью, как титулярная в той же публикации, в отличие от современной епархии Туниса. В качестве краткой истории титулярной кафедры Карфагена говорится: «Основанная в 3-м веке митрополичья епархия Проконсулариса или Зевгатаны, восстановленный как архиепископская епархия 10 ноября 1884 года, титульная митрополичья епархия — 9 июля 1964 года».

## В Александрийской православной церкви
Патриарх Александрийский Мелетий II (1926—1935) распространил юрисдикцию Александрийской православной церкви на всю Африку и учредил несколько новых епархий, в том числе Карфагенскую митрополию, учреждённую 9 декабря 1931 года. Правящий епископ получил титул митрополита Карфагенского, ипертима и экзарха всей Мавретании. 27 ноября 1958 года к Карфагенской митрополии была присоединена территория упразднённой Триполийской митрополии, в связи с чем титул правящего епископа был изменён на «митрополит Карфагенский, ипертим и экзарх Северной Африки». Кафедра располагалась в Триполи. 27 октября 2004 года Триполийская митрополия была возрождена в пределах Ливии и северо-западной части Египта, но титул митрополита Карфагенского не изменился.
Миссионерская работа в этих мусульманских странах запрещена законом, поэтому основными направлениями деятельности Карфагенской митрополии являются сохранение и восстановление исторических христианских памятников и благотворительность.